# 幸福なんてほしくないわ
『幸福なんてほしくないわ』（しあわせなんてほしくないわ）は、1990年2月21日に発売された酒井法子の13枚目のシングル。

## 解説
- 『幸福』と書いて『しあわせ』と読む。
- 『幸福なんてほしくないわ』作曲者の入江剣は、シンガーソングライター・吉田拓郎のペンネーム[1][2]。
- 『幸福なんてほしくないわ』は、サンミュージックの先輩・松田聖子のシングル曲として1985年に発表を予定していたが、お蔵入りとなっていた[2][3]（代わりに起用されたのは『ボーイの季節』）。
- 吉田拓郎は本シングルの前月にリリースした自身のオリジナルアルバム 『176.5』を1989年7月から11月まで制作[4]。全曲のベーシックトラックを自宅のコンピュータによる打ち込みで作っており[4]、幻の1985年盤とは異なる当時の拓郎サウンドいえる[2][4]。
- 『幸福なんてほしくないわ』のアウトロは、2000年春までミヤギテレビの夕方ワイド番組『OH!バンデス』にて、CM前のジングルとして使用されていた。
- カップリングに収録されている『ほほにキスして』は、サンミュージックの先輩・水越恵子の楽曲のカバー[1]。

## 収録曲
1. 幸福なんてほしくないわ (4:26)
作詞：松本隆、作曲：入江剣、編曲：船山基紀
2. ほほにキスして (3:10)
作詞・作曲：伊藤薫、編曲：船山基紀
3. 幸福なんてほしくないわ（オリジナル・カラオケ）(4:27)
4. ほほにキスして（オリジナル・カラオケ）(3:12)